# 葉申萬
葉申萬，福建閩縣（今屬福州市）人，清朝政治人物。
翰林葉觀國子。嘉慶十年（1805年）乙丑科三甲第一名進士，選翰林院庶吉士，散館授檢討，改京畿道监察御史，升高廉兵备道。